# Ahuano
Ahuano ist eine Ortschaft und eine Parroquia rural („ländliches Kirchspiel“) im Kanton Tena der ecuadorianischen Provinz Napo. Verwaltungssitz ist Ahuano. Die Parroquia Ahuano besitzt eine Fläche von 417,6 km². Die Einwohnerzahl lag im Jahr 2010 bei 5579. Über 96 Prozent der Bevölkerung gehören der indigenen Ethnie der Kichwa an.

## Lage
Die Parroquia Ahuano liegt in der vorandinen Region am Westrand des Amazonastieflands. Der Río Napo durchfließt die Parroquia in östlicher Richtung. Dessen rechter Nebenfluss Río Arajuno durchquert den Süden der Parroquia und mündet östlich von Ahuano in den Río Napo. Das Areal wird im Nordosten vom Río Buena, im Nordwesten vom Río Pusuno begrenzt. Der 362 m hoch gelegene Hauptort Ahuano befindet sich am Nordufer des Río Napo, 30 km ostsüdöstlich der Provinzhauptstadt Tena. Der Provinzflughafen Aeropuerto Jumandy (IATA: TNW, ICAO: SEJD) befindet sich auf dem gegenüber liegenden Flussufer. Im Norden erstreckt sich das Verwaltungsgebiet über die Westflanke der Cordillera Galeras, die Teil des Nationalparks Sumaco Napo-Galeras ist. Die Fernstraße E436 zweigt südlich von Tena von der E45 ab und führt zum Flughafen und weiter bis an das Flussufer gegenüber dem Hauptort Ahuano.
Die Parroquia Ahuano grenzt im äußersten Nordosten an die Parroquia San José de Dahuano (Kanton Loreto, Provinz Orellana), im Osten an die Parroquia Chontapunta, im Süden an die Parroquia Arajuno (Kanton Arajuno, Provinz Pastaza), im Südwesten an die Parroquia Puerto Napo, im Westen und im Nordwesten an die Parroquia Puerto Misahuallí.

## Geschichte
Ahuano geht auf die am 2. September 1948 von Patre Mario Canova getauften Missionsresidenz Nuestra Señora de Guadalupe de Ahuano zurück. Die Parroquia Ahuano wurde am 30. April 1989 eingerichtet.